# Erik Magnussen
Erik Magnussen (født 31. marts 1940, død 23. maj 2014 i  Danmark) var en dansk keramiker og designer.  Han boede ved sin død i Klampenborg nord for København. 
Magnussen designede mange brugsgenstande. Efter endt uddannelse ved Kunsthåndværkerskolens keramiklinje blev han ansat hos Bing & Grøndahl og satte sit præg på udviklingen af fabrikkens servicer.
Han havde egen tegnestue siden begyndelsen af 1960'erne og var også engageret i bl.a. A/S Stelton og Georg Jensen. 

## Priser
- Lunningprisen i 1967
- Møbel-prisen i 1977
- Dansk Designråds årspris i 1983
- Rosen-prisen i 1990
- 1996 Thorvald Bindesbøll Medaljen
- Ole Haslunds Kunstnerfond